# Mesembryanthemum parviflorum
Mesembryanthemum parviflorum är en isörtsväxtart som beskrevs av Nikolaus Joseph von Jacquin. Mesembryanthemum parviflorum ingår i Isörtssläktet som ingår i familjen isörtsväxter. Inga underarter finns listade i Catalogue of Life.